# Kraakbeen van Meckel
Het kraakbeen van Meckel is een tijdelijk kraakbeen dat het sjabloon vormt voor de vorming van de onderkaak. Het kraakbeen is vernoemd naar Johann Friedrich Meckel de Jongere.
Karl Bogislaus Reichert ontdekte in 1837 dat bij de embryo's van varkens de onderkaak zich vormt uit de zijkanten van kraakbeen van Meckel, terwijl het achterste gedeelte van datzelfde kraakbeen hard wordt en zich daarna losmaakt van de rest van het kraakbeen om vervolgens zich verplaatst naar het middenoor, waar het de rol van aambeeld aanneemt.